# 贵州狗牙花
贵州狗牙花（学名：Ervatamia kweichowensis），为夹竹桃科狗牙花属下的一个植物种。其种加词“kweichowensis”意为“贵州的”。
现接受名为伞房狗牙花（Tabernaemontana corymbosa Roxb. ex Wall., 1829）。